# Lasiobelba abchasica
Lasiobelba abchasica är en kvalsterart som först beskrevs av Golosova och Tarba 1974.  Lasiobelba abchasica ingår i släktet Lasiobelba och familjen Oppiidae. Inga underarter finns listade i Catalogue of Life.